# Grand Prix de Boussières-sur-Sambre
Le Grand Prix de Boussières-sur-Sambre est une course cycliste disputée au mois d'août à Boussières-sur-Sambre, le samedi de la semaine du 15 août. Elle fait partie du calendrier élite nationale de la Fédération française de cyclisme depuis 2014. Elle est la deuxième épreuve d'un triptyque de courses élites nationales dans la région de Bavay puisque le Grand Prix de Gommegnies est disputé le vendredi et le Grand Prix de Bavay le dimanche.
L'édition 2017 est annulée. Elle n'est depuis plus organisée.

## Palmarès
| Année | Vainqueur       | Deuxième             | Troisième         |
| ----- | --------------- | -------------------- | ----------------- |
| 2013  | Romain Devos    | Florian Van Eslander | Arthur Fobert     |
| 2014, | Romain Combaud  | Yann Guyot           | Alliaume Leblond  |
| 2015, | Benoît Daeninck | Nicolas Garbet       | Nikita Panassenko |
| 2016  | Stan Dewulf     | Kévin Lalouette      | Risto Raid        |
| 2017  | annulé          | annulé               | annulé            |